# ماريان (هشيوار)
ماريان (بالفارسية: ماریان) هي قرية تقع في إيران في البلدة المركزية. يقدر عدد سكانها بـ 1,091 نسمة .